# Diverticulitis
Diverticulitis es un trastorno digestivo consecuencia de una diverticulosis, la cual implica la formación de vejigas o bolsas en la pared del intestino llamadas divertículos, cuya aparición es más común en el colon y especialmente en el sigmoides, pero también puede manifestarse en el intestino delgado. La diverticulitis es la inflamación de los divertículos.

## Epidemiología
Afecta mayoritariamente a personas mayores y de edad avanzada, aunque puede afectar también a pacientes jóvenes.
En los países occidentales la diverticultis es más común en el lado izquierdo, relacionado con el sigmoideo (95 % de los pacientes), mientras que la enfermedad se presenta más comúnmente en el lado derecho en Asia y África. La prevalencia de la enfermedad diverticular se ha incrementado desde un 10 % estimado en 1920 a entre 35 % y 50 % a fines de los 60. Se espera que un 65 % de aquellas personas mayores de 85 años tengan alguna forma de enfermedad diverticular en el colon. Menos del 5 % de las personas menores de 40 años son afectadas por esta enfermedad.
Entre el 10 % y el 25 % de los pacientes con diverticulosis desarrollarán diverticulitis en alguna etapa de su vida.

## Causas
Se cree que el desarrollo de los divertículos del colon es el resultado de la elevación de las presiones internas del colon. El colon sigmoideo tiene el diámetro más pequeño de todo el colon y, por lo tanto, es la parte que está más sometida a presiones elevadas, de acuerdo con las leyes de Laplace. El estrés  y la ansiedad, en combinación con una dieta desequilibrada en pacientes de edades superiores a los 50 años, pueden desencadenar esta enfermedad.
Adicionalmente, las dietas bajas en fibra no soluble (también conocida como "fibra poco digerible") predisponen a los individuos a enfermedades diverticulares. Igualmente, el bloqueo mecánico de un divertículo (debido a las heces) conduce a la infección del divertículo. Son realmente necesarios los chequeos para disminuir las posibilidades de contraer esta enfermedad.

## Fisiopatología
Un divertículo es una evaginación de la pared intestinal. También puede ser definido como un saco o bolsa anormal que sale de la pared de un órgano hueco como, por ejemplo, el colon. El término divertículo verdadero indica que la bolsa está constituida por todas las capas de la pared abdominal (los divertículos verdaderos son raros), en tanto que el divertículo falso carece de una porción de la pared normal del intestino. A medida que se envejece, aumentan las probabilidades de que aparezcan divertículos. Cuando varios divertículos aparecen en los intestinos, se denomina diverticulosis, y cuando sus paredes se inflaman, se produce una diverticulitis. 

## Cuadro clínico
Los pacientes suelen presentar cuadros clínicos clásicos con dolor en fosa iliaca izquierda, fiebre y aumento de la concentración de las células blancas en la sangre. También pueden presentar diarrea, náuseas y sangrado rectal.

## Diagnóstico
Para el diagnóstico se debe distinguir la diverticulitis de un posible cáncer de colon o de una enfermedad inflamatoria intestinal, colitis isquémica o síndrome del intestino irritable, así como un variado número de procesos urológicos y ginecológicos. Algunos pacientes reportan sangrado por el recto.
A los pacientes que presentan estos síntomas por lo general se les hace un estudio con tomografía computarizada (TC). La TC tiene una precisión del 98 % para diagnosticar la diverticulitis. También puede identificar a los pacientes con diverticulitis más avanzada, como aquellos con abscesos asociados. La TC de 16 cortes en la actualidad permite realizar colonoscopia virtual (no invasiva), es decir, reconstrucciones en 3D por el interior del intestino que son casi idénticas a las imágenes obtenidas por medio de colonoscopia tradicional. La TC posibilita asimismo el drenaje guiado radiológicamente de abscesos asociados, ahorrándole posiblemente al paciente una cirugía inmediata.
Según otros estudios, el enema con bario y la colonoscopia están contraindicados en la fase aguda de la diverticulitis debido al riesgo de perforación.

### Radiografía simple
La radiografía de tórax y de abdomen simple muestra anormalidades en el 30-50 % de los pacientes y puede informar sobre la existencia de signos de obstrucción (dilatación del colon supraestenótico, y a veces del intestino delgado en caso de incompetencia de la válvula ileocecal, con ausencia de gas rectal, o incluso a veces con imágenes de masa intraluminal).

### Radiografías con contraste
El enema de contraste, su seguridad y utilidad en la diverticulitis aguda están controvertidos. El enema de contraste de bario debe evitarse, ya que su salida a la cavidad peritoneal causa una peritonitis severa, aunque algunos radiólogos lo utilizan de forma prudente en sus exámenes. 

### Ecografía
La ecografía está particularmente indicada ante un síndrome abdominal agudo de origen indeterminado. La detección de divertículos varía del 5 al 72 %, y otros signos como el engrosamiento de la pared de más de 4 mm y de más de 5 cm de longitud, divertículos con signos inflamatorios, cambios inflamatorios en la grasa pericólica, masas intramurales o pericólicas, o fístulas intramurales. Útil para el diagnóstico diferencial con la apendicitis y, en la mujer, para el estudio del dolor inespecífico de la pelvis para descartar procesos inflamatorios ginecológicos. El empleo de la ecografía como medio diagnóstico, transabdominal o transvaginal, permite identificar las diverticulitis y sus complicaciones.

### Tomografía computarizada
La tomografía axial computarizada (TAC) es muy interesante para poner en evidencia la afectación pericólica de la diverticulitis sigmoidea, desde el estadio de masa inflamatoria hasta el absceso pericólico.

### Resonancia magnética
La resonancia magnética parece ser una técnica efectiva en la evaluación de las afecciones intestinales, y en particular en lo que se refiere a la diverticulitis. Las imágenes que ofrece del engrosamiento de la pared del colon son más concluyentes que las de la TAC.

### Colonoscopia
La colonoscopia suele recomendarse de urgencia, es un tratamiento nada doloroso, ya que el paciente está totalmente sedado, y es muy rápido y generalmente es más práctico. Se detecta con más rapidez el origen del problema.
La colonoscopia, así como la práctica de un enema opaco con bario, están contraindicadas en la fase aguda de la enfermedad, debido al alto riesgo de perforación (ver edición inglesa).

## Tratamiento
El tratamiento es distinto si es una diverticulitis complicada o no complicada.
Un episodio inicial de diverticulitis aguda se trata generalmente con tratamiento médico conservador, incluyendo descanso del intestino (no comer por vía oral), fluidos intravenosos y antibióticos de amplio espectro que cubran bacterias anaerobias y gram negativas. Sin embargo, los ataques o las complicaciones agudas persistentes, tales como peritonitis, absceso o fístula, pueden requerir cirugía inmediatamente o en una base electiva.
Al darse de alta, los pacientes pueden ser sometidos a una dieta baja en residuo. Una dieta baja en fibra da al colon tiempo para recuperarse fácilmente. Más adelante, los pacientes son llevados a una dieta alta en fibra. Hay pruebas de que este tratamiento baja la tasa de repetición. En algunos casos la cirugía se puede requerir para quitar los puntos del divertículo. No se anima a los pacientes que sufren su primer ataque de diverticulitis a operarse, a menos que el caso sea severo. Sin embargo, los pacientes que sufren episodios repetidos pueden beneficiarse de la cirugía. En tales casos los riesgos de complicaciones de la diverticulitis compensan los riesgos de complicaciones de la cirugía.

## Complicaciones
- Formación de abscesos[18]
- Estenosis (estrechamiento) en el colon o formación de fístulas[18]
- Perforación del colon que lleva a peritonitis[18]

Cuando se complica la diverticulitis, las bacterias pueden infectar el lado exterior del colon si estalla un divertículo. Si la infección se extiende a la cavidad abdominal (peritoneo), se puede ocasionar una peritonitis fatal. Algunas veces los divertículos inflamados pueden causar que el intestino se estreche, dando lugar a una obstrucción intestinal. La parte afectada del colon también puede adherirse a la vejiga o a otros órganos en la cavidad pélvica, provocando una fístula (comunicación anormal entre un órgano y una estructura u órgano adyacente, en este caso entre el colon y un órgano adyacente).
Existen dos tipos de diverticulitis:
1. Sin complicaciones. Pacientes externos con antibióticos orales de amplio espectro (7 a 10 días) y dieta con residuo bajo. Casi todos los enfermos mejoran en el transcurso de 48 a 72 horas. Del 50 al 70 % de estos pacientes se recuperaran sin medidas quirúrgicas y no sufrirán más episodios. El riesgo de complicaciones aumenta con la enfermedad recurrente, por lo cual se recomienda colectomía sigmoidea electiva después del segundo episodio de diverticulitis.
2. Con complicaciones (en general quirúrgico). Revisar el sistema de clasificación de Hinchey. Tipos:

- Con absceso:
  - Pequeños (<2 cm): antibióticos parenterales
  - Grandes: drenaje percutáneo guiado con TC. Laparotomía urgente: absceso inaccesible al drenaje percutáneo, paciente con deterioro, sin mejoría, con aire libre intraabdominal o peritonitis. Etapas I y II de Hinchey: resección de sigmoide con anastomosis primaria.
  - Abscesos más grandes, peritonitis: resección del sigmoide con colostomía terminal y bolsa de Hartmann
- Con obstrucción:
  - Incompleta: líquidos, aspiración nasogástrica y enemas
  - Completa o no responde a tratamiento en poco tiempo: laparotomía y resección del sigmoide con colostomía terminal.
- Con peritonitis difusa: Laparotomía urgente.
- Con fístulas (5 %): Definir la anatomía de la fístula, excluir otros diagnósticos (afección maligna, Crohn, inducidas por radiación), tratamiento quirúrgico. Resección del segmento enfermo del colon más reparación simple del órgano dañado.